# Niederschöneweide
Niederschöneweide ("Nedre Schöneweide") är en stadsdel i stadsdelsområdet Treptow-Köpenick i Berlin. Stadsdelen har 10 446 invånare (2011).  Niederschöneweide ligger söder om floden Spree och öster om Berlins centrum, och skiljs från grannstadsdelen Oberschöneweide av floden.

## Historia
Platsen Schöneweide omnämns först som Schöne Weyde ("vacker äng") i en reseberättelse av Joakim II av Brandenburg 1598.  Under 1600-talet tillverkades tjära på platsen.  
Under 1700- och 1800-talen kom ett stort antal industrier att växa upp i Niederschöneweide, huvudsakligen textilindustri såsom bomullstryckerier och färgerier, och med tiden även kemisk industri.  1880 grundades bryggeriet Brauerei Borussia Meinert und Kampfhenkel i Niederschöneweide och köptes senare upp av Schultheiss-bryggerierna 1898. 
1874 öppnades järnvägsstationen Neuer Krog-Johannisthal på järnvägssträckan Berlin-Görlitz.  Stationen heter sedan 1929 Berlin-Schöneweide.
Under Andra världskriget låg flera viktiga krigsindustriföretag i Niederschöneweide.  1943-1945 fanns ett tvångsarbetsläger för krigsfångar vid nuvarande Köllnische Strasse.  Sedan 2006 är delar av lägret ett museum och dokumentationscentrum om tvångsarbetarna, som drivs av stiftelsen Topographie des Terrors.  
Efter 1945 kom Niederschöneweide att ligga i den sovjetiska ockupationssektorn och Östberlin.  Niederschöneweide kom att bli en viktig trafikknutpunkt för väg- och tågtrafik söderut från Berlin, och både vägarna genom området och stationen byggdes ut.
På grund av det stora antalet kemiska industrier som funnits på platsen är marken runt de gamla industrierna starkt förorenad, och efter återföreningen har sedan 1994 saneringsåtgärder och försköningsarbeten pågått i området.  Sedan 2001 ingår Niederschöneweide i stadsdelsområdet Treptow-Köpenick, som då bildades genom sammanslagning av de tidigare områdena Treptow och Köpenick.